# Trận Beaumont
Trận Beaumont, còn gọi là Trận Beaumont-en-Argonne, là một trận đánh trong cuộc Chiến tranh Pháp-Phổ., diễn ra vào ngày 30 tháng 8 năm 1870 tại Beaumont, về phía nam Sedan, Pháp. Trong trận chiến này, với sự hỗ trợ của quân đội Bayern và Sachsen, Quân đoàn IV của Vương quốc Phổ đã đột kích Quân đoàn V của Đế chế Pháp, và đánh bật quân đội Pháp về Mouzon. Quân Pháp chịu nhiều thiệt hại hơn quân Đức trong cuộc chiến này – vốn có tính quyết định hơn các trận thắng trước của quân đội Đức trong chiến tranh Pháp-Phổ, chưa kể là hàng chục khẩu pháo của Pháp đã bị quân đội Đức thu giữ.
Thống chế Pháp là Patrice de MacMahon đã vượt sông Meuse tại thị trấn Douzy cùng với một phần của Tập đoàn quân Châlons dưới quyền ông ta. Trong khi đó, Tổng tham mưu trưởng Quân đội Phổ là Helmuth Karl Bernhard Graf von Moltke đang tập trung binh lực của mình. Tập đoàn quân Maas do Thái tử Sachsen là Albert chỉ huy (gồm có Quân đoàn IV của Sachsen do chính Thái tử xứ Sachsen chỉ huy, Quân đoàn I của Bayern do tướng Ludwig von der Tann chỉ huy và Quân đoàn IV của Phổ do tướng Gustav von Alvensleben) có nhiệm vụ làm cái đe cho ngọn búa của Tập đoàn quân số 3 lớn hơn nhiều do Thái tử Friedrich Wilhelm của Phổ chỉ huy. Vào ngày 29 tháng 8 năm 1871, Quân đoàn V của Pháp do tướng Pierre Louis Charles de Failly đã bị các đơn vị tiền vệ của Albert đã bắt kịp tại ngôi làng Nouart. Ngày hôm sau, một trận đánh lớn bùng nổ tại Beaumont, khi hai quân đoàn Bayern (vốn đã gia nhập Quân đoàn XII) đột ngột kéo tới doanh trại của Quân đoàn V của Pháp. Quân Pháp khi ấy không có lính gác, trong khi hỏa pháo của họ chưa được tháo đầu xe và ngựa chiến của họ chưa được thắng yên.
Giữa lúc người Pháp đang dùng bữa, người Đức lập tức tiến công đối phương từ trong rừng bằng pháo binh và bộ binh. Quân Pháp nhanh chóng phản hồi và tiến hành kháng cự mạnh mẽ, nhưng quân đội Phổ - Sachsen - Bayern đã chiếm giữ thế thượng phong trong cuộc giao chiến quyết liệt. Bị đánh đại bại, Quân đoàn V của Pháp buộc phải triệt thoái qua sông Meuse và hội quân với MacMahon. Sức tấn công như vũ bão của quân Đức cũng như đại thắng của họ tại Beaumont đã gây chấn động trên mọi nẻo đường tới Villers và Sedan.. Và, tai ương của Quân đoàn V tại Beaumont đã góp phần thúc ép viên Thống chế rút quân về pháo đài Sedan tối hôm đó. Mặc dù quân Đức không truy đuổi, họ đã thu giữ không ít tù binh và chiến lợi phẩm từ tay quân Pháp, trước khi quân đội Pháp rơi vào thảm họa Sedan đầu tháng 9 năm ấy.